# Warnang
Warnang (auch Werni genannt; ISO 639-3: wrn) ist eine vom Aussterben bedrohte kordofanische Sprache. Sie wurde 1956 von rund 1100 Personen aus dem Nuba-Volk der Werni auf abgelegenen Hügeln zwischen Talodi und dem Weißen Nil in den Nuba-Bergen im südlichen Sudan gesprochen.
Sie zählt zu den Heiban-Sprachen, einer Untergruppe der kordofanischen Sprachen, die ihrerseits zur Niger-Kongo-Sprachfamilie gehören. Gemeinsam mit dem Ko bildet es die Untergruppe Ost-Heiban.
Da immer mehr Werni dazu gedrängt werden, zum Islam überzutreten und die damit verbundene arabische Hochsprache zu erlernen, sinkt das Ansehen des Warnang. Durch Heiraten der Werni mit Arabern und die damit verbundene Assimilation in die arabische Mehrheitsgesellschaft droht das Warnang auszusterben, da die Nachkommen nur Arabisch in der Schule erlernen und das Warnang im Gegensatz dazu selbst keinerlei offiziellen Status oder Minderheitenschutz hat.